# Butivka, Odesa
Butivka (în ucraineană Бутівка) este un sat în comuna Vîzîrka din raionul Odesa, regiunea Odesa, Ucraina.

## Demografie
Componența lingvistică a localității Butivka
     Ucraineană (85,16%)
     Rusă (11,72%)
     Română (1,56%)
Conform recensământului din 2001, majoritatea populației localității Butivka era vorbitoare de ucraineană (85,16%), existând în minoritate și vorbitori de rusă (11,72%), găgăuză (1,56%) și română (1,56%).